# روبرت براون (سياسي أمريكي)
روبرت براون (بالإنجليزية: Robert Brown)‏ هو سياسي أمريكي، ولد في 30 يناير 1950 في غرينفيل في الولايات المتحدة، وتوفي في 8 ديسمبر 2011 في ماكون في الولايات المتحدة. حزبياً، نشط في الحزب الديمقراطي. وقد انتخب عضو مجلس ولاية جورجيا (أغسطس 1991 – 1 يونيو 2011).